# 横浜高等教育専門学校
横浜高等教育専門学校（よこはまこうとうきょういくせんもんがっこう・Yokohama Educational College）は、神奈川県横浜市港北区にある私立専修学校。運営は学校法人大谷学園。同法人が運営する清心女子高等学校と同じ敷地内に立地する。

## 沿革
- 1947年（昭和22年）4月1日 - 横浜ドレスメーカー女学院開校
- 1949年（昭和24年）10月7日 - 財団法人横浜大谷学園設立認可
- 1951年（昭和26年）3月10日 - 学校法人大谷学園に組織変更認可
- 1959年（昭和34年）12月 - 横浜女子専門学校の設置認可
- 1960年（昭和35年）4月1日 - 横浜女子専門学校として開校、保育科を設置
- 1964年（昭和39年）4月 - 保育科に幼稚園教諭養成コース（幼稚園教諭養成課程）を設置
- 1970年（昭和45年）
  - 2月 - 保育科を保母養成機関として認可
  - 4月 - 養護科（養護教諭養成課程）を新設
- 1974年（昭和49年）
  - 3月 - 児童科設置認可、小学校教員養成機関に指定
  - 4月 - 児童科を設置（保育科を児童科に改組/名称変更）
- 1976年（昭和51年）4月 - 横浜高等教育専門学校に校名変更
- 1981年（昭和56年）4月 - 専修学校専門課程として認可
- 1995年（平成7年） - 本年卒業生より専門士称号が付与される
- 1998年（平成10年）3月31日 - 准看護科[注釈 1]を廃科
- 1999年（平成11年）3月31日 - 医学技術学科[注釈 1]を廃科
- 2009年（平成21年）11月 - 創立50周年に伴う記念式典等を挙行
- 2020年（令和2年）6月 - 創立60周年

## 学科
- 児童科
  - 保育課程
  - 初等課程
- 養護科

## 取得資格・免許状
- 保育士資格
  - 児童科
    - 保育課程
- 幼稚園教諭二種免許状
  - 児童科
    - 保育課程
- 小学校教諭二種免許状：小学校教諭養成課程がある唯一の専修学校。
  - 児童科
    - 初等課程
- 養護教諭二種免許状：養護教諭養成課程がある唯一の専修学校。
  - 養護科

## 進路
就職実績
- 児童科
  - 保育課程：大西学園幼稚園、エンゼル幼稚園ほか
  - 児童課程：横浜市立青木小学校、エクレス幼稚園ほか
- 養護科：神奈川県立厚木高等学校、大西学園中学校・高等学校ほか

編入・進学実績
- 児童科
  - 保育課程
  - 児童課程：都留文科大学ほか
- 養護科

## アクセス
- 清心女子高等学校#交通を参照

## 系列校
- 学校法人大谷学園
  - 清心女子高等学校（通信制課程）
  - 秀英高等学校（通信制課程）
  - 横浜隼人中学校・高等学校（全日制課程）
  - 横浜隼人幼稚園
  - 大谷学園幼稚園